# 알렉세이 마라토비치 오를로프

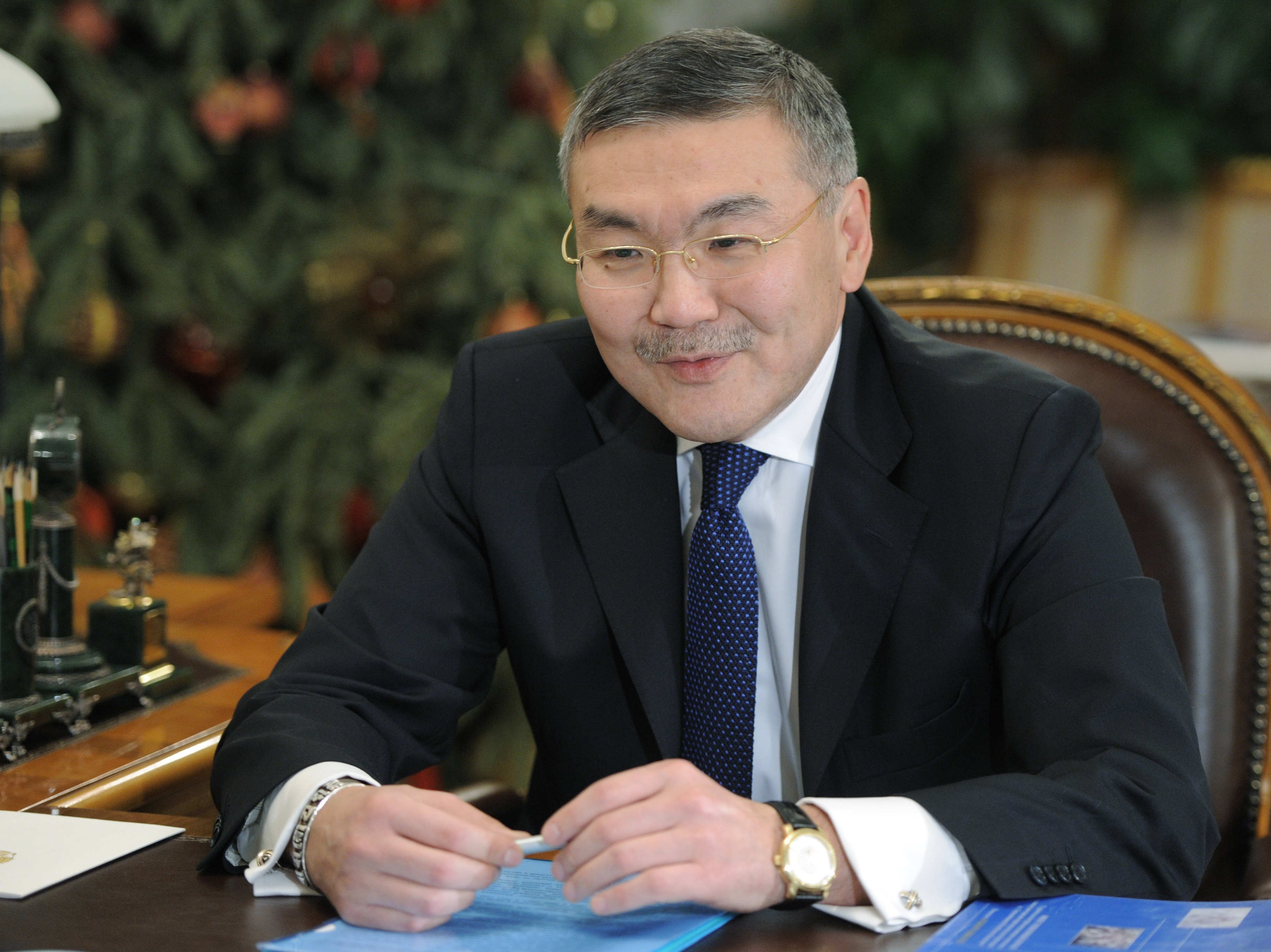
알렉세이 오를로프

알렉세이 마라토비치 오를로프(러시아어: Алексей Маратович Орлов, 오이라트어: Орлов Алексей Маратович, 1961년 10월 9일 ~ )는 러시아의 칼미크인 정치인이다. 소속 정당은 통합 러시아이다.
소련 칼미크 소비에트 사회주의 자치 공화국(현재의 러시아 칼미크 공화국) 옐리스타 출신이며 1984년에는 국립 모스크바 국제 관계 대학교를 졸업했다. 1984년부터 1985년까지 모스크바에 위치한 농산물 수출 업체인 셀호스프로덱스포르트(Selkhozprodexport)의 최고 조사관으로 근무했고 1986년에는 모스크바에 위치한 아그레가트(Agregat) 공장에서 배관공으로 근무했다. 1991년부터 1994년까지 소련-유고슬라비아 합작 벤처 기업인 소브유그(Sov-Yug)의 부사장으로 근무했고 1995년 2월부터 1995년 7월까지 러시아-이탈리아 합작 벤처 기업인 MAG의 국장으로 근무했다.
1995년 5월부터 2003년 1월까지 모스크바 주재 칼미크 공화국 러시아 연방 대통령 및 부위원장 수석 대표를, 2003년 1월부터 2010년 1월까지 칼미크 공화국 대통령 수석 대표를 역임했다. 2010년 10월 24일 키르산 일륨지노프의 뒤를 이어 칼미크 공화국의 대통령에 취임했다.